# Eumorpha translineatus
Espèce
Eumorpha translineatus est une espèce d'insectes lépidoptères de la famille des Sphingidae, sous-famille des Macroglossinae, de la tribu des Philampelini et du genre Eumorpha.

## Description
L'espèce  peut être distinguée de toutes les autres espèces du genre Eumorpha par le dessus de l'aile antérieure brun pâle croisé par une série de lignes transversales marron foncé étroites ressemblant au modèle connu pour les espèces de Marumba il existe aussi une tache presque circulaire brun foncé près du milieu de la marge postérieure. Il peut être distingué d' Eumorpha adamsi  par l'absence de coloration rose sur le dessus de l'aile postérieure.

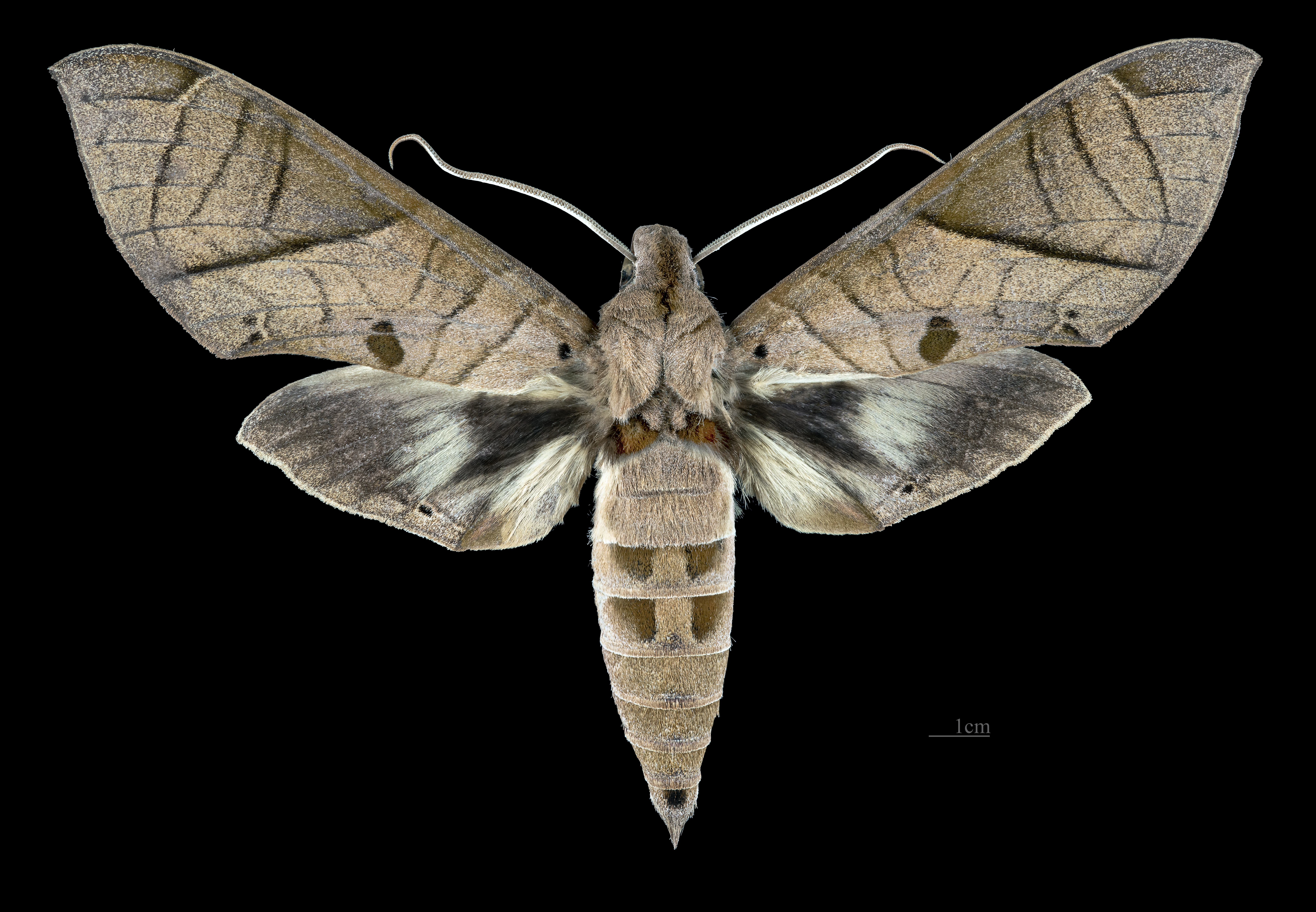
Avers du male (coll.MHNT)
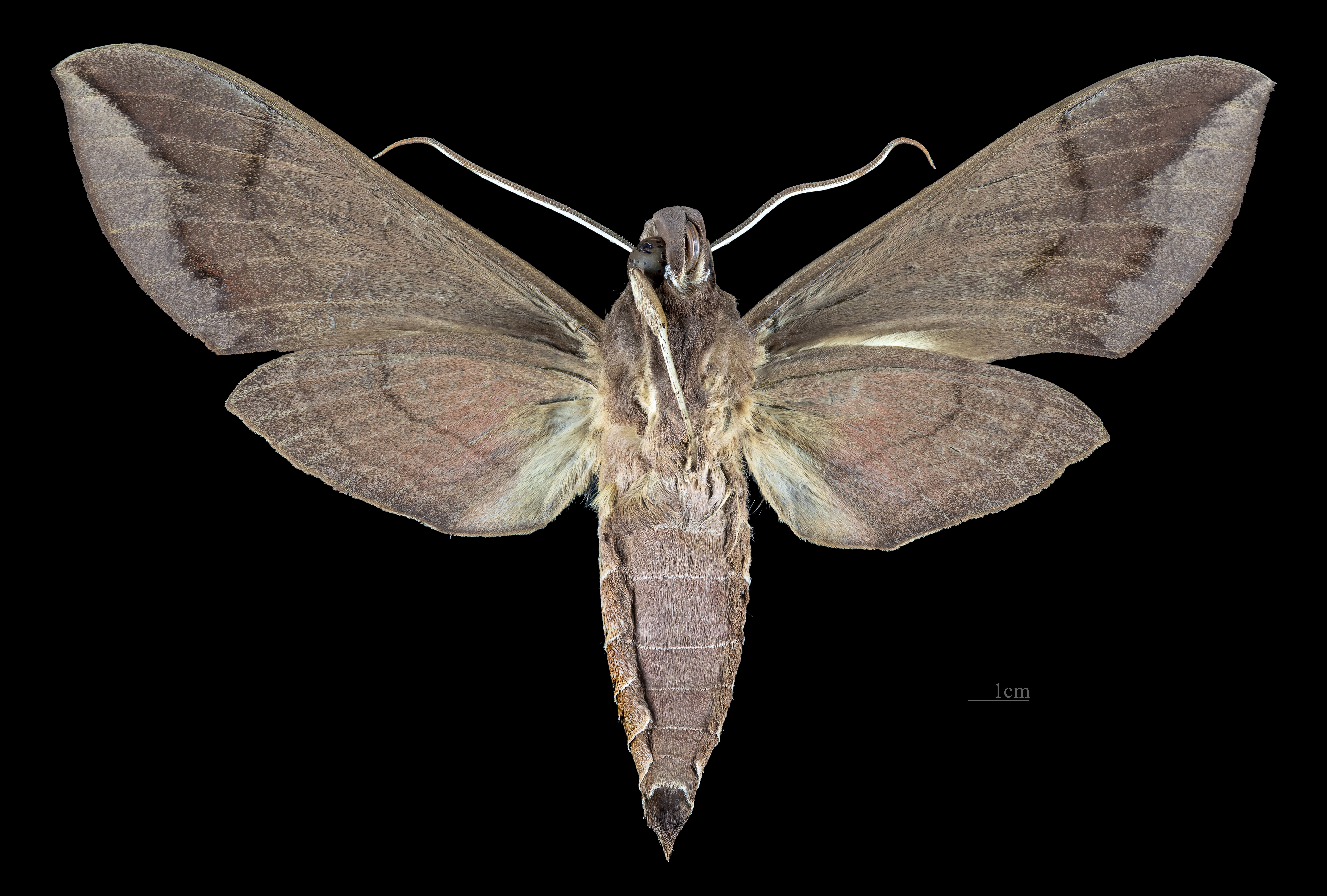
Revers du male (coll.MHNT)

## Distribution
L'espèce se rencontre au Brésil et en Bolivie.

## Biologie
- Les chenilles se développent sur des plantes grimpantes du genre Vitis
- Les chrysalides sont souterraines.

## Systématique
L'espèce Eumorpha translineatus a été décrite par l'entomologiste britannique Lionel Walter Rothschild, en 1895, sous le nom initial de Pholus translineatus.

### Synonymie
- Philampelus translineatus Rothschild, 1895 Protonyme
- Eumorpha translineatus extinctus Gehlen, 1926